# Собор Святого Патрика (Мельбурн)
Собор Святого Патрика (англ. St Patrick's Cathedral, Melbourne) — католицький храм в австралійському місті Мельбурні, кафедральний собор Мельбурнської архієпархії; будучи типовим зразком популярного в Британській імперії неоготичного стилю, культова споруда водночас є наймасштабнішою зі зведених у світі в XIX столітті; це також один із п'яти австралійських соборів, що носять почесний статус «малої базиліки».

## Опис

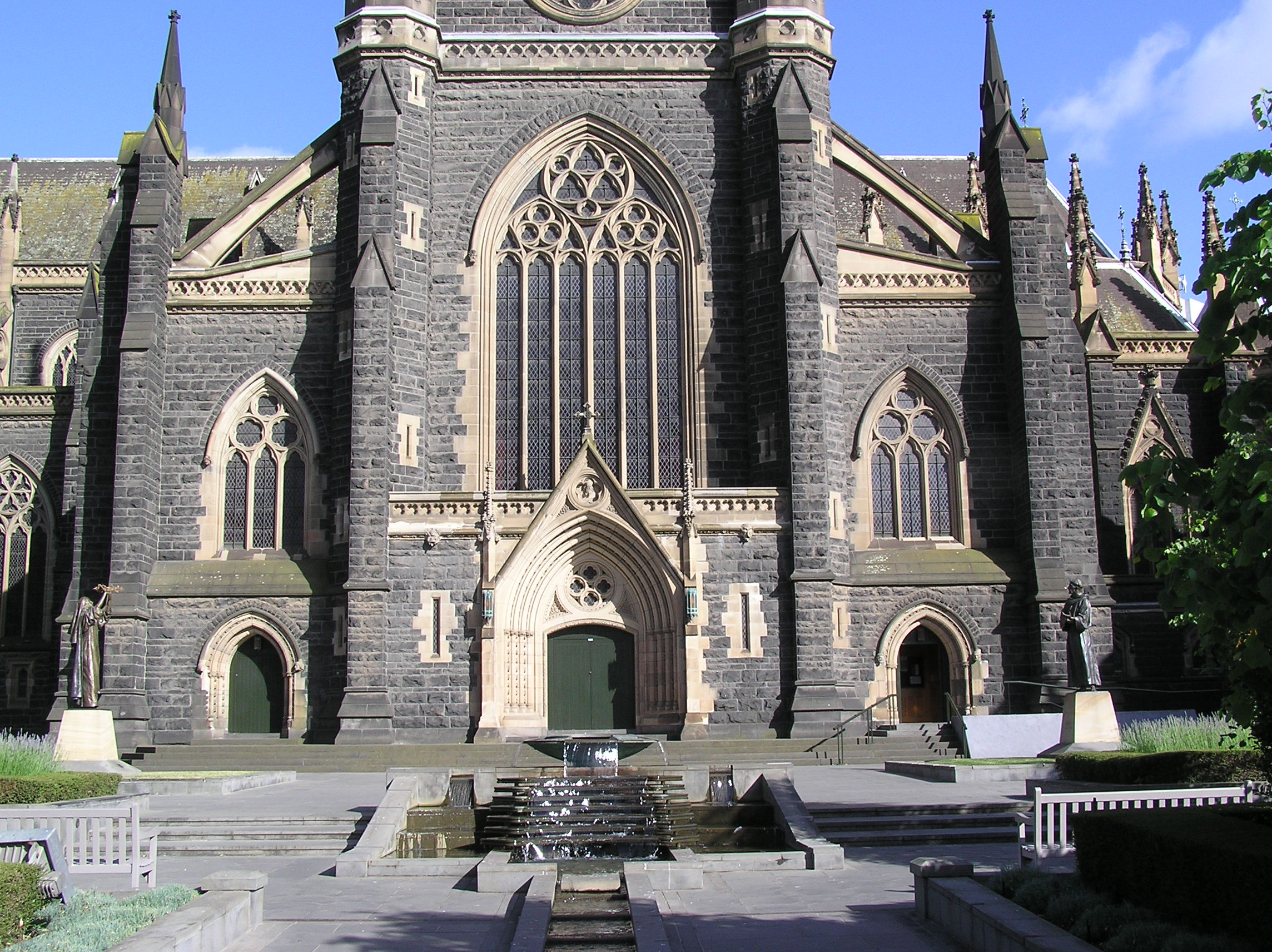
Східний фасад собору

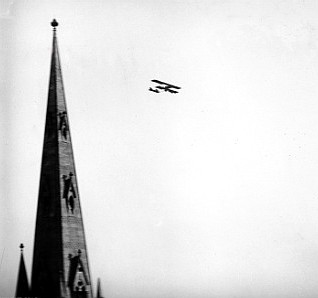
Над вежею собору пролітає Авро 504, пілотований капітаном Мак'Намарою (Captain McNamara), бл. 1919/20

Мельбурнський Собор Святого Патріка (Сент-Патрік) є втіленням масштабного проекту англо-австралійського зодчого Вільяма Ворделла в неоготичному стилі (архітектор відомий і як будівничий сіднейського собору Сент-Мері). Вважається, що Мельбурнський собор був найбільшою церковною спорудою XIX століття. Його розміри і справді вражають: довжина — 103,6 м, ширина — 56,38 м, ширина нави — 25,29 м, висота нави і трансептів — 28,95 м.
Висота двох веж-близнюків західного фасаду — 61,87 метри, вежа над середхристієм, заввишки 79,25 метри, є квадратною в нижньому ярусі й освітлюється рядом вузьких стрілчастих вікон, вище ж переходить у витончену багатогранну конструкцію, яку вінчає шпиль, що нагадує тонку довгу стрілу. Кельтський хрест, що завершує центральний шпиль, був пожертвуваний ірландським урядом і важить близько півтори тонни.
Собор Сент-Патрік у Мельбурні складений із блоків бурого каміння, а плетіння вікон, декоративні балюстради, контрфорси і шпилі — з блідо-кремового. 
Як і в багатьох інших великих соборах, планування Мельбурнського собору святого Патріка має вигляд латинського хреста — з великою центральною навою, трансептом, хорами, оточеними вінцем з семи капел, і ризницею. Нава споруджена в архітектурному стилі, близькому до ранньоанглійського, решта ж частин споруди витримані в дусі так званої «прикрашеної» готики. Хори, центральна нава і трансепт перекриті високою крутою покрівлею. 
Підлогу в соборі декоровано мозаїчними панно. Мозаїки, виготовлені у Венеції, прикрашають також і вівтар, виконаний з мармуру й алебастру. Західне вікно-розета — єдине, що має вітраж, який було виготовлено в Бірмінгемі (Англія) і який зображує сцену Вознесіння.

## Історія
Друге за величиною місто Австралії Мельбурн, засноване у 1835 році, пережило бурхливий розвиток у час так званої «золотої лихоманки», що охопила Австралію на початку 1850-х років. Відтак, від 1851 року населення цього невеличкого на той час містечка почало стрімко зростати — в першу чергу за рахунок сотень і тисяч старателів, які ринулися сюди з усіх кінців світу у сподіванні віднайти своє щастя. З-поміж цих «шукачів щасливої долі» було чимало вихідців з Ірландії, що тоді лишалась бідним окраєм Британської імперії. Са́ме ірландці занесли в Мельбурн культ святого Патріка, і цьому ж святому була присвячена перша католицька церква Мельбурна. 
Будівництво власне собору розпочалося в 1858 році. Автором проекту був Вільям Вілкінсон Ворделл, шанувальник готики і архітектури великих масштабів. Відтак, у Мельбурні він запропонував звести величний неоготичний собор, який за своїми масштабами затьмарював би все побудоване коли-небудь людиною на австралійській землі. В ході будівництва Ворделлу довелося внести в проект певні зміни, що втім не завадило тому факту, що собор Сент-Патрік у Мельбурні одностайно визнаний найкрасивішою церквою Австралії. 
Будівництво Мельбурнського собору тривало 40 років. Починаючи з 1868 року в його наві вже відбувалися меси. Будівельні роботи дещо загальмували під час економічної депресії 1891 року. Проте в жовтні 1897 року нарешті відбулося освячення мельбурнського собору святого Патріка, хоча остаточно храм не був ще споруджений. Творець собору, Вільям Вілкінсон Ворделл помер за два роки після цього. 
Надалі роботи з художнього оформлення й оздоблення собору, як зовні, так і всередині, тривали ще протягом 20-ти років. До честі продовжувачів справи першого архітектора, вони відмовилися від спроб прикрасити собор вітражами (за винятком вітражів у капелах), залишивши у вікнах бурштинове скло, завдяки чому інтер'єр храму заливає мерехтливе золотаве світло. Для остаточного завершення робіт над собором католицькій громаді Мельбурна знадобилося збирати додаткові кошти, що ще більше затягнуло будівництво собору. 
Деніел Маннікс, який став у 1917 році архієпископом Мельбурна, докладав величезних зусиль для повного завершення будівельних робіт. Нарешті у 1937—39 роках силует собору доповнили три вежі, передбачені ще проектом Ворделла, що фактично ознаменувало завершення спорудження Мельбурнського собору. 
У 1964 році у мельбурнському соборі Сент-Патрік був встановлений орган з 4 500 рурками, що є одним з найкращих у Австралії — його прекрасна акустика дозволяє регулярно влаштовувати в храмі концерти провідних музикантів і хорових груп, які користуються величезною популярністю. 
1970 року Папа Павло VI став першим Папою, який відвідав Мельбурнський собор, і в 1974 році він провів службу у храмі вже в статусі малої базиліки. У 1986 році Папа Іван-Павло II також відвідав собор Святого Патрика у Мельбурні.
У 1997 році, коли святкувалося 100-річчя освячення Мельбурнського собору, храм був відреставрований і нині продовжує виконувати свою головну функцію, будучи провідним релігійним та громадським осередком Південної Австралії.